# Fazenda Vilanova
Fazenda Vilanova is een gemeente in de Braziliaanse deelstaat Rio Grande do Sul. De gemeente telt 3.248 inwoners (schatting 2009).